# Anton Kutter
Anton Kutter (né le 13 juin 1903 à Biberach an der Riß, mort le 1er février 1985 dans la même ville) est un réalisateur et astronome amateur allemand.

## Biographie
Anton Kutter naît dans le bâtiment historique « Haus zum Kleeblatt » sur la Marktplatz de Biberach. Il va au lycée à Ravensburg, puis étudie le génie mécanique à l'Université technique de Stuttgart.

### En tant que réalisateur
Après avoir terminé ses études, il se rend à Cologne en 1926 et travaille au « Laboratoire phototechnique » local. La même année, il tourne ses premiers films, notamment un portrait de sa ville natale, Biberach. De 1931 à 1949, il travaille avec succès pour Bavaria Film à Munich et obtient deux médailles d'or à la Biennale de Venise. En 1936, il réalise le docufiction Ein Meer versinkt sur une conférence fictive sur les avantages et les inconvénients du projet Atlantropa. Au total, Kutter crée plus de cinquante films documentaires et longs métrages.
Après la Seconde Guerre mondiale, il succède à son beau-père au cinéma de Biberach puis aussi pour le deuxième cinéma, l'Urania Theater, qui sont ensuite exploités par son fils Adrian Kutter jusqu'en 2007.

### En tant qu'astronome
Outre le cinéma, Kutter a un grand intérêt pour l'astronomie. Déjà à l'âge de douze ans, il construit un premier télescope à partir de vieux verres et d'un petit jouet. Pendant ses études, il travaille comme assistant à l'observatoire de Stuttgart et échange des points de vue avec le sélénographe Philipp Johann Heinrich Fauth. Toute sa vie, il est à la recherche du télescope optiquement idéal. Kutter reprend le principe du brachyt de Karl Fritsch et le développe plus avant. Il est soutenu à partir de 1936 par l'usine de mécanique et d'optique Georg Tremel de Munich. Les travaux de Kutter suscitent un grand intérêt. En 1952, son télescope est introduit aux États-Unis. Après un compte-rendu très positif du magazine Sky & Telescope en décembre 1958, le miroir penché de Kutter devient internationalement connu.
Après la guerre, Kutter installe son propre observatoire à Biberach, qui est équipé d'un miroir penché dont le miroir principal mesurait 30 cm.

#### Hommage
L'astéroïde (400308) Antonkutter est baptisé en son honneur.

## Filmographie partielle

### Comme réalisateur
- 1932 : Die Herrgottsgrenadiere
- 1933 : Die weiße Majestät (co-réalisé avec August Kern (de) et Alfred Zeisler)
- 1934 : Der Mond ist aufgegangen
- 1936 : Ein Meer versinkt
- 1939 : Germanen gegen Pharaonen
- 1940 : Weltraumschiff I startet
- 1950 : Unsere liebe Frau (documentaire)
- 1953 : Wetterleuchten am Dachstein
- 1953 : Geh mach dein Fensterl auf
- 1954 : Wenn ich einmal der Herrgott wär (de)
- 1955 : Das Lied von Kaprun (de) (ou Das Lied der Hohen Tauern)

### Comme scénariste
- 1932 : Die Herrgottsgrenadiere d'Anton Kutter
- 1933 : Die weiße Majestät (co-réalisé avec August Kern et Alfred Zeisler)
- 1934 : Un de la montagne de Serge de Poligny et René Le Hénaff
- 1937 : Weltraumschiff I startet
- 1938 : Frau Sixta (de) de Gustav Ucicky
- 1939 : Germanen gegen Pharaonen d'Anton Kutter
- 1940 : Weltraumschiff I startet d'Anton Kutter
- 1950 : Unsere liebe Frau d'Anton Kutter (documentaire)
- 1953 : Wetterleuchten am Dachstein d'Anton Kutter
- 1953 : Geh mach dein Fensterl auf d'Anton Kutter
- 1954 : Wenn ich einmal der Herrgott wär (de) d'Anton Kutter
- 1955 : Das Lied von Kaprun (de) (ou Das Lied der Hohen Tauern) d'Anton Kutter